# Adrian Dingli
Sir Adrian Dingli (Valletta, 1817. október 8. - 1900. november 25.) máltai jogász volt, legfelsőbb bíró, a máltai brit kormányzó tanácsadója és a Koronatanács tagja, a Szent Mihály és Szent György Lovagrend lovagja (G.C.M.G.).

## Élete
Sir Paolo Dingli (1781-1867) gozói jogásznak, az Ítélőtábla elnökének fiaként született a fővárosban. Az mdinai püspöki szemináriumban tanult, egyetemi tanulmányait a Máltai Egyetemen (jog) folytatta és mindössze 19 évesen megszerezte a doktorátust. További nyelvészeti és jogi tanulmányokat folytatott Rómában, Bolognában, Bonnban, Heidelbergben, a Sorbonne-on, végül Londonban. Már ismert ügyvéd volt, mikor az 1849-es alkotmányban biztosított jogok értelmében megválasztott Nemzeti Tanács nyolc máltai tagjának egyike lett, Gozo képviseletében. Javaslatára bővítették a Nagy Kikötő dokkjait, és épültek meg olyan intézmények, mint a Királyi Színház vagy az attardi elmegyógyintézet. 1852-ben felállította a Máltai Fegyveres Erőt (Malta Military Regiment). 1853-ban a Koronatanács tagja lett, a következő évben államügyész (Crown advocate). Emellett a kormányzó tanácsadója és a kormányzat adminisztrátora is volt. 1859-ben a brit Order of the Bath, 1860-ban pedig a Szent Mihály és Szent György Lovagrend lovagja (K.C.M.G.) lett, 1868-tól a legmagasabb fokozatban (G.C.M.G.). 1868 és 1873 között részt vett Málta polgári törvényeinek kodifikálásában. Hatalma és befolyása ekkor már majdnem egyenrangú volt a kormányzóéval. 1878-ban a brit uralom alá tartozó Ciprusra utazott, hogy felmérje egy esetleges máltai kolónia létrehozásának lehetőségét. 1900-ban halt meg.

## Emlékezete
Sir Dingli emlékére már halála után bronz mellszobrot állítottak Florianában, amelyet VII. Eduárd király leplezett le 1907-ben. Málta több településén is utca, valamint több iskola viseli a nevét. 2003-ban a nemzeti bank 5 máltai líra névértékű ezüst érmét adott ki a képével, amely az euró bevezetéséig (2008) maradt érvényben.